# ASF (polskie przedsiębiorstwo)
ASF s.c. – gdańska spółka cywilna zajmująca się tworzeniem i wydawaniem gier komputerowych oraz programów użytkowych. Firma wykształciła się z grupy demoscenowej Atari Star Force (skład: Jarosław Łojewski - programista, Aleksander Ast - grafik, Henryk Cygert - programista), działającej na platformie Atari 8-bit. Z początku, tj. od 1991 roku, wydawała oprogramowanie wyłącznie dla tej platformy. Została założona przez Jarosława Łojewskiego (producent, programista), Bartłomieja Trokowicza (scenarzysta, producent) i Jakuba Szankina (zarządzanie). Pierwszą wydaną grą były Miecze Valdgira.
ASF odpowiedzialna była za Atari Stars Party – pierwszy zlot miłośników komputerów Atari w Polsce, możliwie pierwszy polski zlot fanów gier.
U schyłku istnienia firma poszerzyła zakres działalności, tworząc konwersje tytułów oraz nowe produkcje dla komputerów Amiga oraz PC (MS-DOS). Do pierwotnego składu zaliczali się Henryk Cygert (programowanie), Aleksander Ast i Dariusz Bartoszewski (grafika), Bartłomiej Trokowicz (game design) i Stanisław Skwiot (muzyka). Później współpracowali także Piotr Kulikiewicz oraz Robert Makowski.
ASF zasłynęło grą platformową z elementami przygodowymi o nazwie Miecze Valdgira. Tytuł okazał się dużym sukcesem i przygotowano jego kontynuację – Miecze Valdgira II.

## Gry wydane przez ASF

### Atari
- Miecze Valdgira (1991)
- Przemytnik (1992)
- Artefakt przodków (1992)
- Kult (1992)
- Magia kryształu (1992)
- Dwie wieże (1993)
- Fatum (1993)
- Hydraulik (1993)
- Krucjata (1993)
- Miecze Valdgira II - Władca Gór (1993)
- Incydent (1993)
- Lizard (1993)
- Skarbnik (1993)
- Tarkus (1993)
- Turbican (1993)

### Amiga
- Miecze Valdgira II - Władca Gór (1993)
- Dragonland (1993) – tytuł zapowiadany w trzecim numerze czasopisma Secret Service, lecz nigdy nie ujrzał światła dziennego. Gra miała mieć charakter przygodowy, a jej fabuła oparta na wątkach fantasy[2].

### PC (MS-DOS)
- Dragonland (1993) – patrz wyżej (analogicznie do wersji na Amigę)[2].